# Ricardo Navajas
Ricardo Navajas é um coordenador de futebol, ex-voleibolista e ex-treinador de voleibol brasileiro.

## Carreira
Desde criança era praticante de esporte até os 7 anos, estudou em escola de período integral, que funcionava em sistema de internato, onde pela tarde participava de atividades extracurriculares voltadas a prática esportiva e artes. Já no primário o gosto pelo vôlei e futebol só aumentaram. 
Teve trajetória como jogador, realmente, foi bem extensa, com passagem rápida por muitos times: Pinheiros,Tietê, Mogi, Palestra do Rio Preto, Pindamonhangaba. O governo municipal em Suzano era bem presente quando tratava de esporte de alto rendimento. Em 1991, ingressou na faculdade de Educação Física da Universidade de Mogi das Cruzes, quando foi convidado para assumir a Coordenadoria de Esportes. Além de jogar para o time da cidade, também trabalhava as categorias de base, treinando a juventude e verificando a infraestrutura necessária. 
Quando o Milton Serra, que era o técnico do time adulto do Suzano, foi contratado no início de 1990 para montar e dirigir uma equipe de ponta no Palmeiras. Ele levou consigo alguns jogadores do time principal do Suzano e juvenil comandado por Navajas estava prestes a subir para o profissional o secretário de Esportes Arnaldo Marin Júnior e o Estevam Galvão de Oliveira, então prefeito de Suzano o convidaram para assumir a equipe de Suzano, onde foi firmado um contrato com a Hoechst para disputar Superliga, nesta competição conseguiu a 3ª colocação e onde foi revelado os talentos do vôlei, como  Max Jeferson Pereira, Xisto, Marcelinho e Dante, os resultados e inventimentos foram surgindo
No voleibol  foi tri-campeão brasileiro, octacampeão paulista comandando o vôlei de Suzano,. onde atuou por muitos anos, abandonando a modalidade a conseguir um feito enorme conduzir a Seleção Venezuelana de Voleibol Masculino aos Jogos Olímpicos de Verão de 2008, permaneceu no cargo de 2007 a 2009 além de ser técnico, também coordenador técnico de desportos do Comitê Olímpico.
No futebol, teve passagem pelo Poços de Caldas (MG) não tendo destaque em sua carreira, depois seguiu para Santo André (SP) como diretor, onde conseguiu o acesso à Série A do Brasileirão em 2008 e o vice-campeonato paulista em 2009. Em 2009 foi contratado pelo Guaratinguetá (SP), foi um dos responsáveis pela transferência do clube à Americana (SP); presidiu o Americana Futebol Ltda., mas foi demitido pelo proprietário do clube-empresa antes do início da série B deste ano. Navajas até carreira politica enveredou em 2011.

## Títulos e Resultados
Clubes
Campeonato Paulista de Voleibol Masculino
- 1992-Campeão treinando o Hoechst Suzano[6]
- 1993-Campeão treinando o Nossa Caixa Suzano[6]
- 1994-Campeão treinando o Nossa Caixa Suzano[6]
- 1995-Campeão treinando o Nossa Caixa Suzano[6]
- 1997-Campeão treinando o Report Suzano[6]
- 1998-Campeão treinando o Report Suzano[6]
- 1999-Campeão treinando o Report-Nipomed Suzano[6]
- 2002-Campeão treinando o Ecus Suzano[6]

Liga Nacional de Voleibol
- 1992/1993-Campeão treinando o Hoechst Suzano[6]
- 1993/1994-Campeão treinando o Nossa Caixa Suzano[6]

Superliga Brasileira de Voleibol
- 1994/1995-Vice-Campeão treinando o Nossa Caixa Suzano[6]
- 1995/1996-Vice-Campeão treinando o Report Suzano[6]
- 1996/1997-Campeão treinando o Report Suzano[6]

Flanders Volley Gala
- 1995-Campeão treinando o Nossa Caixa Suzano (Saint Nikklas  Bélgica)[6]
- 1996-Campeão treinando o Report Suzano (Saint Nikklas  Bélgica)[6]
- 1997-Campeão treinando o Report Suzano (Saint Nikklas  Bélgica)[6]
- 1998-Campeão treinando o Report Suzano (Saint Nikklas  Bélgica)[6]

Seleção Venezuelana de Voleibol Masculino
Jogos Pan-Americanos
- 2007-4º Lugar (Rio de Janeiro,  Brasil)

Liga Mundial de Voleibol
- 2008-16º Lugar (Rio de Janeiro,  Brasil)
- 2009-16º Lugar (Belgrado,  Sérvia)

Jogos Olímpicos de Verão
- 2008-10º Lugar (Pequim,  China)